# Morfogènesi
La morfogènesi (del grec morphê, 'forma', i gènesi, 'creació') és un dels tres aspectes fonamentals de la biologia del desenvolupament, juntament amb el control del creixement cel·lular i de la diferenciació cel·lular. La morfogènesi inclou la forma dels teixits, dels òrgans i dels organismes complets i les posicions de diversos tipus de cèl·lules especialitzades. L'estudi de la morfogènesi pretén comprendre el procés que controla la distribució organitzada espacialment de les cèl·lules, procés que apareix al llarg del desenvolupament embrionari d'un organisme i que dona lloc a les formes característiques dels teixits biològics, dels òrgans i de l'anatomia corporal.
Les primeres idees a l'entorn de com les construccions físiques i matemàtiques afecten el creixement biològic es deuen a D'Arcy Wentworth Thompson i Alan Turing. En els seus treballs, van postular la presència de senyals químics i processos fisicoquímics com la difusió, l'activació i la desactivació en el creixement cel·lular i orgànic. La comprensió completa dels mecanismes implicats en els organismes actuals va requerir el descobriment del DNA i el desenvolupament de la biologia molecular i de la bioquímica.
Diversos tipus de molècules són particularment importants durant la "morfogènesi". Els morfogens són molècules solubles que poden difondre i dur senyals que controlen les decisions de diferenciació cel·lular depenent de la concentració química.

## Exemples
Els primers estudis morfogenètics van ser fets en Acetabularia. Fins fa un segle, no s'havia comprovat que el nucli cel·lular contingués informació hereditària o sobre el desenvolupament. El control nuclear de la morfogènesi i la interacció del nucli amb el citoplasma van ser demostrats per J. Hämmerling en la dècada dels 30, utilitzant dues espècies distintes d'Acetabularia (Acetabularia acetabulum i A. crenulata).
L'Acetabularia és un organisme unicel·lular enorme, de prop de 24 cm de llarg, i consisteix en tres parts: el cap, la tija i el rizoide. L'únic nucli d'aquesta cèl·lula es localitza en el rizoide.
Hämmerling va intercanviar els nuclis de les dues espècies, i amb això va assolir que es formés el cap característic d'aquella que havia donat el nucli. Així es va veure que el nucli ocupava un paper en el control del desenvolupament de l'Acetabularia.